# 라빈스크
라빈스크(러시아어: Лаби́нск; 1947년까지는 станица Лабинская(스타니차 라빈스카야))는 크라스노다르 지방에 위치해 있고, 라바강(쿠반강의 지류)에 면해 있다. 인구는 6만 1,446명(2002년); 5만 3,000명(1972년)이다.

## 인구
| 연도 | 1959년   | 1970년   | 1979년   | 1989년   | 2000년   | 2003년   |
| 인구 | 41,900명 | 49,900명 | 53,900명 | 57,900명 | 63,100명 | 61,400명 |